# 泉福寺 (新見市)
泉福寺（せんふくじ）は、岡山県新見市新見にある日蓮宗の寺院。山号は妙法山。旧本山は京都妙覚寺、奠師法縁(奠統会)。

## 歴史
享保10年（1725年）関備前守長治（当地の領主）の室、春姫の祈祷所として浄泉院日助を開山に創建された。

## 境内
- 本堂

## 歴代
- 浄泉院日助（開山）
- 涌泉院日宣（19世、俗名安藤如響）
- 安藤如照（20世）

## アクセス
- 新見駅から2キロメートル

## 関連資料
- 日蓮宗新聞　2015年4月17日
- 守脇岸太郎『妙法寺泉福寺縁起 開基二百七十周年中興百七十周年記念』守脇岸太郎私家版（1973年）